# Lorenzateliers
Lorenzateliers ist ein österreichisches Architekturbüro im Bereich Urbanismus (Stadtplanung), Architektur und Gestaltung.

## Tätigkeit
Das Architekturbüro war 1980 von Peter Lorenz in Innsbruck gegründet worden, der weiterhin das Stammbüro in Innsbruck leitet. Die aus Italien stammende Architektin Giulia Decorti ist seit 2014 Partnerin; sie leitet das Büro in Wien.

## Realisierungen
Städtebau
- 1996–1998 Innsbruck, Stadt am hang
- 1998–2003 Wien, Mehrwert Simmering
- 2003–2005 Innsbruck, Wilten Ost
- 2009–2013 Wien, Zippererstraße
- 2009–2013 Wien, Kopalgasse/Rappachgasse
- 2009–2016 Wien, Breite Furt
- 2011 Klagenfurt, Masterpläne

Architektur
- 2001 Telfs, SuperM
- 2005 Wien, Q19 Einkaufsquartier Döbling
- 2005 Trieste, Sottolfaro
- 2005 Niederndorf, MPreis
- 2009 München, Energienger
- 2011 Innsbruck, ASFINAG
- 2012 Söll, MPreis
- 2010–1013 Innsbruck, IVB-Fabriksbüro[1]
- 2012–2016 Wien, Breitenfurt, wohnen, märkte,
- 2014–2016 Wien, Nussbaumallee wohnen
- 2016 Linz, MedCampus

Interior Design
- 2002 Innsbruck, Zukunftszentrum
- 2013 Wien, Diefenbach, “Holzstapel”
- 2013 Innsbruck, Innenraumgestaltung Fabriksbüro

## Anerkennungen
- Hotel Triest – 1996, Nominierung/Nomination „Staatspreis für Architektur&Tourismus“
- Waschtisch Trieste – 1997, Josef Binder Award
- Hotel Triest – 1997, Staatspreis für Wirtschaftsbauten (BMWA)
- Tatzlwurm – 1997, Architekturpreis der österreichischen Beton- und Zementindustrie
- Mehrwert Simmering – 2002, Otto-Wagner-Preis
- Offene Bank – 2003, Innovationspreis
- SuperM – 2004, www.preis.at
- Q19 Einkaufsquartier Döbling – 2005, Diva Award Immobilie des Jahres[2]
- M Preis Niederndorf – 2006, 1. Rosenheimer Holzbaupreis
- Q19 Wien – 2006, Stadterneuerungspreis der Stadt Wien
- MPreis Niederndorf (mentioned) – 2007, Detailpreis 2007
- Q19 Einkaufsquartier Döbling – 2008, ICSC European shopping centre Awards 2008
- Q19 Einkaufsquartier Döbling – 2008, ICSC World Award 2008[3]
- MPreis Niederndorf – 2008, World Architecture Community Awards 2nd cycle 2008
- MPreis Niederndorf – 2009, Best Architects 10
- Oase Liezen – 2009, World Architecture Community Awards 5nd cycle 2009
- Sottolfaro – 2010, premio marcello d´olivo
- Ener[gie]nger – 2011, uli Award, urban land institute –  2011, awards for excellence competition spanning europe, middle east and africa[4]
- Asfinag-Bürogebäude – 2012, Spezialpreis Diva Award Immobilie des Jahres
- IVB – 2014, Best architects 15[5]
- Architekturpreis Daidalos 2022 für Medizinische Fakultät, Med Campus Linz